# Hector Boece
Hector Boece o Boyce o Boethius (Dundee, 1465 - París, 1536) fue un historiador escocés.
Profesor en París de 1492 a 1498, se hizo seguidor de Erasmo. A su regreso a Escocia, colaboró con el obispo de Aberdeen para la fundación de la universidad, donde fue su primer Rector. Su fama literaria proviene de dos obras: sus Vidas de los Obispos de Mortlach y Aberdeen, en donde su amigo, el obispo Elphinstone es tratado como la más importante figura, y su Historia de Escocia. Las obras fueron escritas en latín, pero la Historia de Escocia fue traducida al escocés por John Bellenden un año antes de fallecer Boece, y después al inglés. La obra estaba escrita de forma amena y fue muy popular, recibiendo la bendición de la iglesia y los favores de la realeza.